# Тузлів
Тузлів,[джерело?]  Тузлова — (у верхів'ї Лівий Тузлів; від тюрк. Tuz — «сіль»; розм. Тузлівка) — річка в Луганській і Ростовській областях у Нижньому Подонні. Права притока Аксая, що є правим рукавом Дону.
Довжина річки — 182 км, площа водозбірного басейну — 4680 км².
Тузлів впадає в Аксай за 36 км від його впливу в Дін. При впадінні Тузлової в Аксай розташований колишній центр області Війська Донського — місто Новочеркаськ.
Від джерел на південному схилі Донецького кряжу на висоті близько 190 м перші 10 км Лівий Тузлів тече територією Довжанського району Луганської області. У тому числі вздовж 4 км Лівої Тузлової в Довжанському районі проходить державний кордон із Російською Федерацією.
Після впливу Середньої Тузлової правий берег стає високим й крутоберегим, лівий берег — покатим, а русло — звуженим. Після села Карпо-Миколаївки річка повертає на схід, а долина значно шириться. Річка починає петляти, подекуди утворює відхили від прямого напряму на 30-40 км.
Швидкість течії не перевишує 1 м/сек. Середньорічний стік за 60 км від гирла — 2,1 м³/с, максимальний 415 м³/с, мінімальний 0,19 м³/с.
Живлення змішане (переважно снігове). Паводок у березні-квітні. Влітку річка подекуди пересихає.

## Притоки
- від гирла 2 км Кадамівка — ліва
- від гирла 30 км Грушівка — ліва
- від гирла 44 км Великий Несвітай — ліва
- від гирла 72 км Сухий Несвітай — ліва
- від гирла 101 км Бирюча — ліва
- від гирла 112 км Кріпка — ліва
- від гирла 125 км Салантир — ліва
- від гирла 146 км Середній Тузлів — права